# المسافة والتحليل: في صياغة أنثروبولوجيا عربية
المسافة والتحليل: في صياغة أنثروبولوجيا عربية هو كتاب للأستاذ والأنثروبولوجي المغربي عبد الله حمودي، صدر عن دار توبقال للنشر عام 2019.وضم خمس دراسات نشرها على مدى ثلاثين عاماً في مجموعة من المجلات المغربية،وهو الدعوة إلى تأسيس أنثربولوجيا عربية.يُعد الكتاب محاولة لتأسيس علم أنثروبولوجيا عربي مستقل قائم على اللغة العربية، بعيدًا عن التبعية للنماذج الغربية، ويركز على تطوير منهجية بحثية تناسب خصوصيات المجتمعات العربية.

## نبذة
يركز حمودي في هذا العمل على مفهوم المسافة التي ينبغي للباحث أن يحافظ عليها تجاه مجتمعه، إذ يرى أن الانتماء لا يتناقض مع العلمية، بل يمنح الباحث حميمية ومعرفة دقيقة بموضوعه، شرط أن يوازنها بمسافة نقدية تسمح بإنتاج معرفة رصينة. ومن هنا، يقترح صياغة أنثروبولوجيا جديدة تنفتح على المناهج الغربية وتستفيد منها، لكنها تستمد مفاهيمها من الرصيد الثقافي والمعرفي المحلي، سواء الشعبي أو المكتوب بالعربية والأمازيغية.وينتقد المؤلف الاقتصار على محاكمة الإرث الكولونيالي أخلاقياً، كما يرفض في الآن نفسه قصور بعض الأبحاث المغاربية التي أغفلت الحياة اليومية وعجزت عن بناء تراكم علمي. ويدعو بدل ذلك إلى عملية إعادة الصياغة، أي إعادة تشكيل القول الأنثروبولوجي عبر هضم النظريات الغربية ومساءلة الواقع المحلي بوسائل ميدانية دقيقة.كما يتناول الكتاب مسألة القبيلة في المغرب والمشرق، محللاً مقاربات أنثروبولوجيين غربيين مثل إرنست غيلنر وديل أيكلمان، منتقداً ما اعتراها من اختزالية ثقافية ولغوية. ويشدد على ضرورة استثمار التراث العربي-الإسلامي الغني بمفاهيم حول القرابة والتنظيم الاجتماعي والسياسي، والذي طالما همشته الإثنوغرافيا الكولونيالية.من أبرز المحاور التي ناقشها حمودي في الكتاب:
- تعريف الأنثروبولوجيا العربية باعتبارها أنثروبولوجيا مكتوبة باللغة العربية وتستجيب لخصوصيات المجتمع العربي.
- أهمية المسافة المقرونة بالانتماء في البحث الأنثروبولوجي، أي الجمع بين الحميمية والموضوعية في الدراسة.
- العلاقة الجدلية بين الداخلي والخارجي في التنظير للظاهرة القبلية، مع تحليل تطبيقاتها على مجتمعات المغرب والمشرق.
- مواجهة التراث الأنثروبولوجي الكولونيالي بالمعرفة المحلية العربية والأمازيغية.
- أهمية الترجمة وتعلم اللغات المحلية والأجنبية لتعميق المسافة وفهم الظاهرة.
- استلهام تجربة كليفورد كيرتز في مفهوم الثقافة وطرحه كإطارات مرجعية لتفسير الظواهر الاجتماعية.[5]

## أهمية الكتاب
يعتبر الكتاب لبنة أولى لتطوير أنثروبولوجيا عربية قائمة على أساس منهجي وإمبريقي، تهدف لفهم المجتمعات العربية من داخلها. كما يوفر منهجية قابلة لتطبيقها على علوم اجتماعية أخرى، ويسعى إلى توطين المعرفة ونقد الموروث الكولونيالي دون إنكاره.يشكل الكتاب لبنة أولية لتجاوز الإشكاليات المعرفية والتاريخية في العلوم الاجتماعية في المنطقة العربية وشمال إفريقيا، من خلال التفاعل النقدي مع التراث الأنثروبولوجي الكولونيالي وتوظيفه في إعادة صياغة الميدان وفق منظور مستقل ومرتبط بالمجتمع المحلي.ويرى حمودي أن المشروع المعرفي يجب أن يتجاوز العقبات التقليدية في بناء العلوم الاجتماعية، مع تقديم برنامج منهجي قابل للتطبيق على أرض الواقع، والاعتماد على التجارب الميدانية والرصيد العلمي للباحثين العرب.

## التحليل والنقد
يؤكد حمودي، كما أشار المحاضرون في الحلقة النقاشية بالمركز العربي، على ضرورة المزج بين الحميمية في الميدان ومفهومية المسافة التحليلية، بحيث تتحقق معرفة دقيقة حول الظواهر الاجتماعية دون أن تغيب عن الباحث القدرة على التشخيص النقدي. ويبرز من خلال المداخلات، لا سيما مداخلات إسماعيل ناشف وأيمن الدسوقي، أن الكتاب يتخذ من خصوصية الممارسة المعرفية نقطة انطلاق للتفاعل مع الأدب المقارن والتراث المحلي، مع إبراز علاقة القوة بين المستويين المسيطر والتابع. كما يشير رشيد بوطيب إلى الدور المحوري للغة العربية في بناء نقد مزدوج يربط بين التحرر الفكري وإشكالية الاستبداد، بينما يلفت المحسن بوعزيزي إلى أن حمودي يستلهم من منهجية كلود ليفي ستراوس قدرة على التنقل بين الحضارات مع الحفاظ على هويته المعرفية. وعليه، يمكن القول إن الكتاب لا يكتفي بتقديم أنثروبولوجيا محلية فحسب، بل يقترح إعادة تأسيس مدرسة عربية قادرة على الحوار مع الأنثروبولوجيا العالمية، من خلال منهجية تجمع بين التجربة الميدانية والابتكار المفاهيمي، مع التزام بالإشكالات المعرفية الراهنة والبعد النقدي تجاه المعارف الكولونيالية.